# Цишиця (Мазовецьке воєводство)
Цишиця (пол. Ciszyca) — село в Польщі, у гміні Констанцин-Єзьорна Пясечинського повіту Мазовецького воєводства.
Населення — 127 осіб (2011).
У 1975-1998 роках село належало до Варшавського воєводства.

## Демографія
Демографічна структура станом на 31 березня 2011 року:
|          | Загалом | Допрацездатний вік | Працездатний вік | Постпрацездатний вік |
| -------- | ------- | ------------------ | ---------------- | -------------------- |
| Чоловіки | 58      | 8                  | 44               | 6                    |
| Жінки    | 69      | 17                 | 37               | 15                   |
| Разом    | 127     | 25                 | 81               | 21                   |